# Caprella obtusifrons
Caprella obtusifrons is een vlokreeftensoort uit de familie van de Caprellidae. De wetenschappelijke naam van de soort is voor het eerst geldig gepubliceerd in 1943 door Utinomi.